# فلوغافين برلين براندنبورغ جي أم بي أتش
فلوغافين برلين براندنبورغ جي أم بي أتش، والمعروفة اختصارًا باسم أف بي بي، هي شركة تشغيل مطارات ألمانية. وهي تدير مطار برلين براندنبورغ (BER) وكانت تدير في السابق مطاري تيجل وشونفيلد قبل إغلاقهما في عام 2020.
شركة أف بي بي مملوكة لولايتي برلين وبراندنبورغ الألمانيتين (37 بالمائة لكل منهما)، في حين تمتلك جمهورية ألمانيا الاتحادية (ممثلة بوزارتي النقل والمالية ) الأسهم المتبقية.

## روابط خارجية
- الموقع الرسمي